# Pseudopsallus angularis
Pseudopsallus angularis är en insektsart som först beskrevs av Philip Reese Uhler 1894.  Pseudopsallus angularis ingår i släktet Pseudopsallus och familjen ängsskinnbaggar. Inga underarter finns listade i Catalogue of Life.